# Antoxantina
Le antoxantine (flavoni e flavonoli) sono un sottogruppo di flavonoidi, simile a quello degli antociani, presenti in frutta e verdura.

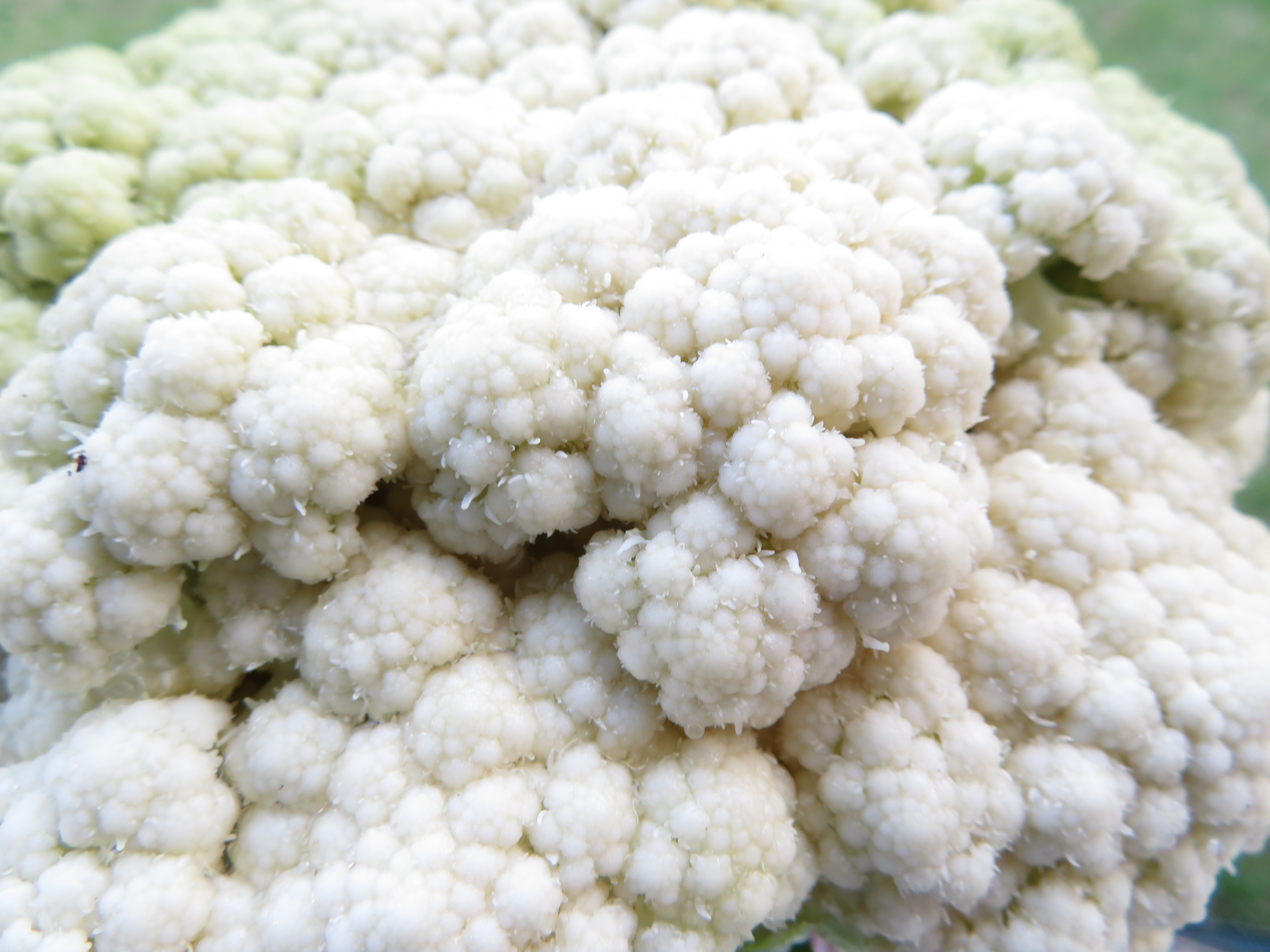
Cavolfiore

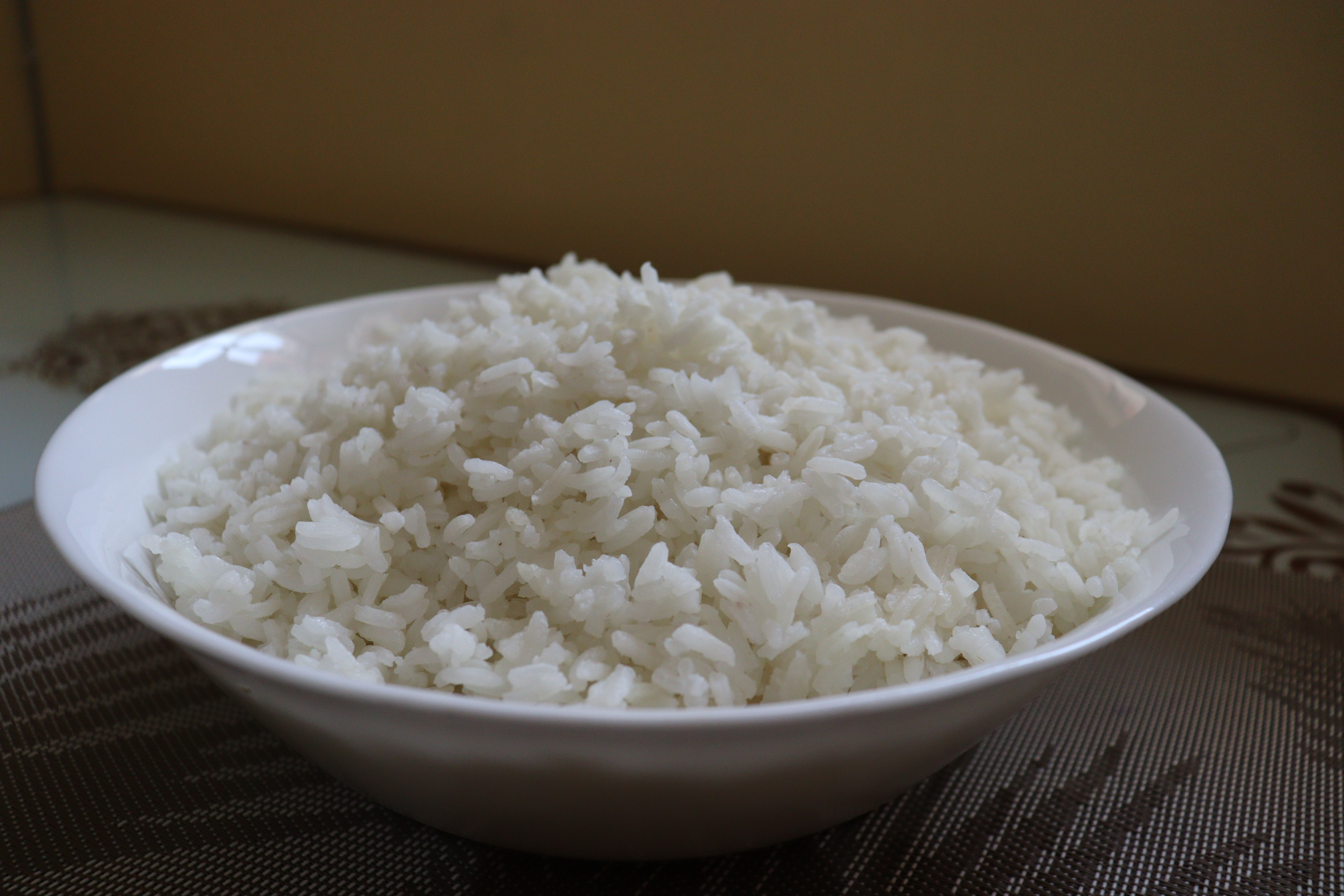
Riso

Flavone

## Caratteristiche
Condividono lo scheletro flavanico C6–C3–C6 o 2-fenil-benzodiidropirano, sebbene in uno stato meno ossidato. Si tratta di pigmenti solubili in acqua che variano di colore dal bianco o incolore a tonalità crema o giallo, spesso presenti sui petali dei fiori. Questi pigmenti tendono a essere più bianchi in un ambiente acido e assumono una colorazione gialla in un ambiente alcalino. Sono molto sensibili ai cambiamenti di colore dovuti a minerali e ioni metallici, in modo simile agli antociani.
In questo sottogruppo troviamo anche:
- il flavone,
- l'apigenina,
- la luteolina,
- il kaempferolo,
- la quercetina
- la miricetina,
- la baicaleina,
- la crisina

## Applicazioni
Fino ad oggi, è stato riportato che le antoxantine mostrano capacità di inibizione degli enzimi digestivi, di conseguenza, hanno il potenziale per attenuare il picco glicemico postprandiale e modulare il diabete mellito di tipo 2 (T2DM). L'uso potenziale delle antoxantine come ingredienti funzionali nei prodotti alimentari può migliorare la qualità del cibo attraverso l'attenuazione dell'incremento postprandiale della glicemia e dell'insulinemia.
Inoltre, la loro combinazione con un farmaco inibitore dell'α-glucosidasi comunemente prescritto, come l'acarbosio, per la gestione dei pazienti con T2DM, potrebbe potenzialmente ridurre gli effetti collaterali indesiderati del farmaco sintetico orale inibitore dell'α-glucosidasi, riducendo il dosaggio terapeutico.
Le antoxantine vengono anche utilizzate nella produzione di coloranti.